# Östra Mölna radhusområde

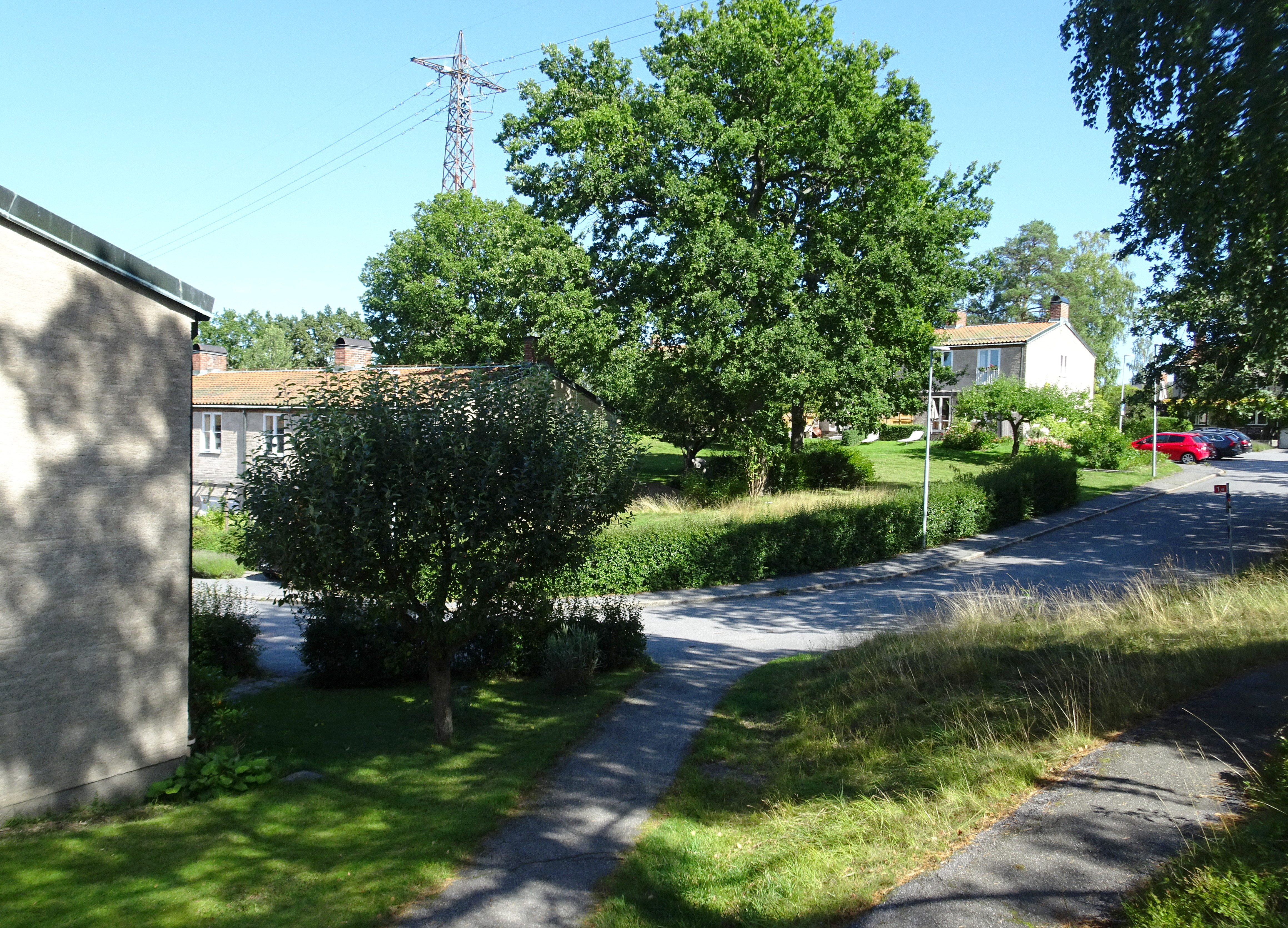
Östra Mölna radhusområde, Stenbacksstigen, augusti 2021.

Östra Mölna radhusområde (även kallad Mölna radhusby eller Vita staden) är ett bostadsområde bestående av 52 radhus och åtta villor i kommundelarna Mölna och Brevik i Lidingö kommun. Bebyggelsen ritades 1954 av arkitekt Nils Tesch och byggdes mellan 1962 och 1972. Området har genom kommunens kulturinventering från 1995 fått officiell status som "kulturhistoriskt omistlig".

## Bakgrund
Lidingö har en lång tradition av radhus som boendeform. De äldsta kallas Canadahusen byggda 1908–1909 i kommundelen Bo och räknas till Sveriges första. I Sverige hade intresset för radhus varit svagt ända in på 1950-talet. För den nya, stora medelklassen som växte fram efter andra världskriget kom rad- och kedjehus att bli accepterad och uppskattad. Östra Mölna radhusområde planerades på 1950-talet och uppfördes på 1960- och 1970-talen och utgör ett fint exempel för efterkrigstidens folkhemsarkitektur.

## Planering

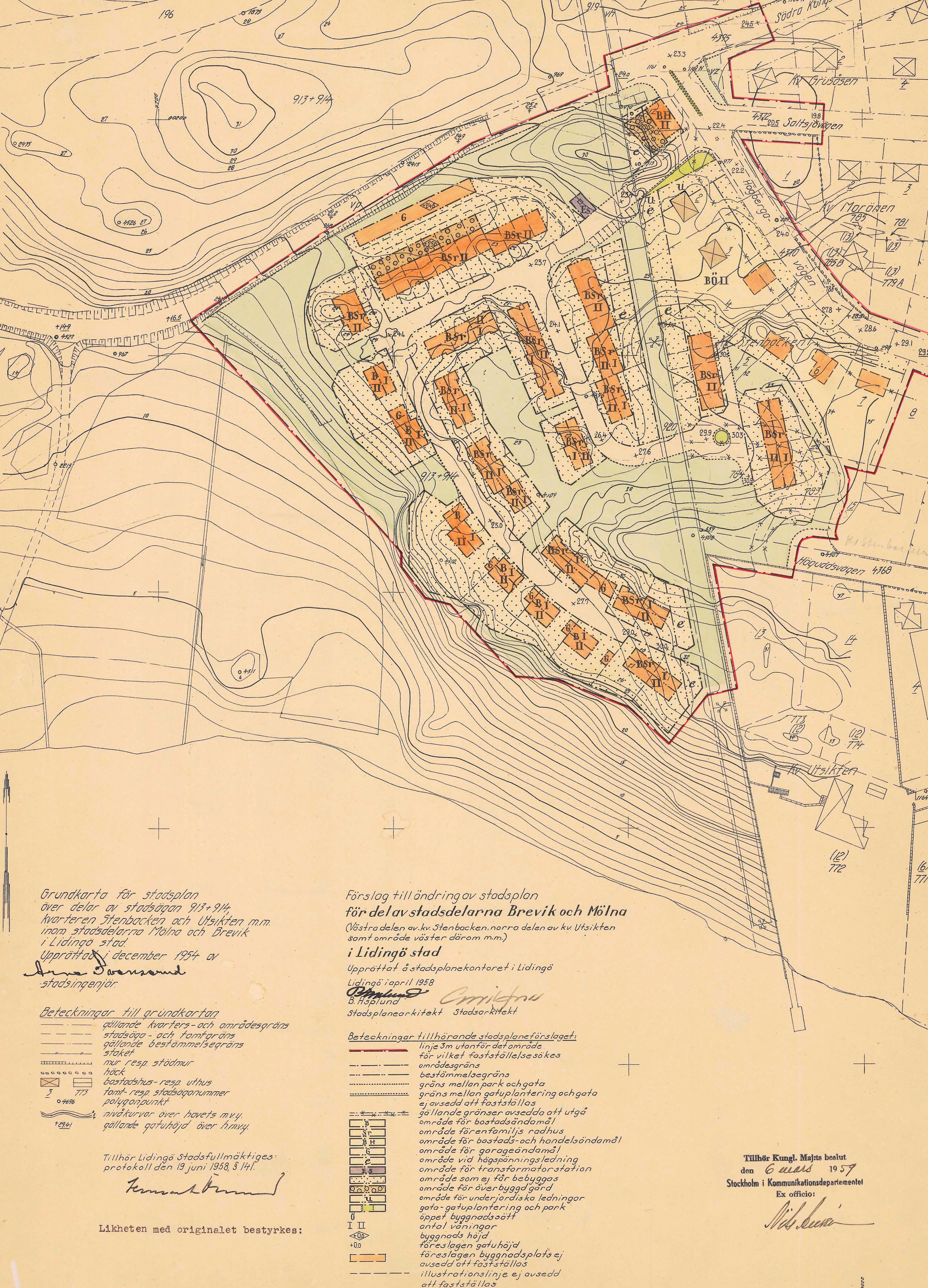
Stadsplanen från 1954.

Östra Mölna radhusområde upptar en skogbevuxen höjdplatå i anslutning till Mölnaängen. I norr begränsas området av Södra Kungsvägen och i söder av Mölnaängen och Lilla Värtan, i öster sträcker sig radhusområdet in i Högberga. Marken hörde ursprungligen till Mölna gård. Nu gällande stadsplan vann laga kraft den 6 mars 1959 och kompletterar en tidigare stadsplan från december 1954.
Planens upphovsman var arkitekt Nils Tesch som fått uppdraget av Lidingö stad. Vid sin sida hade Tesch sin medarbetare arkitekt Ove Hidemark som under några sommarmånader studerat området och upprättade de första skisserna för stadsplanen vilka överensstämmer till stor del med dagens utseende. Medarbetare var även under hela projekteringstiden Nils Teschs hustru, konstnärinnan Kajsa Tesch. Tesch hade fått upp ögonen för Mölnas vackra omgivning och ritade samtidigt sin egen villa direkt väster om Mölna gårds huvudbyggnad (nuvarande Mölnavägen 20) som han dock aldrig tog i besittning eftersom den blev för dyr. Idag går byggnaden under namnet Villa Smith.
Tesch lyckades intressera byggmästaren John Mattson för radhusprojektet. Mattson förvärvade marken 1958 genom sitt dotterbolag AB Kedjehus som fungerade som byggherre. Mattson gav sedan Tesch uppdraget att utforma bebyggelsen. Tesch ritade fem grundtyper (A, B, C, D och E) av hus i längor om två till tolv enheter samt sex fristående villor i samma stil. De senare placerades längs med Utsiktsvägen. Som gatunamnet antyder fick man här en vidsträckt över Mölnaängen och Lilla Värtan. Övriga vägar heter Däldvägen och Stenbacksstigen. Kvarteren fick namn som Mölnadälden, Mölnastupet, Mölnahällen, Mölnaberget, Mölnaklacken och Mälnaåsen och är belägna i kommundelen Mölna medan de båda östra kvarteren, Stenbacken och Bergsbacken, ligger i kommundelen Brevik.
Stor omsorg lades ner på placeringen av radhuslängorna i naturen. För markplaneringen engagerades trädgårdsarkitekterna Sven Hermelin och Inger Wedborn. De såg till att områdets skärgårdskaraktär skulle bevaras. Här fanns några hundraåriga tallar och ekar som fick stå kvar och skyddades under byggtiden. I den senare utbyggnadsetappen deltog även landskapsarkitekten Walter Bauer. För att begränsa biltrafiken inom området uppfördes en garagelänga närmast infarten från Södra Kungsvägen som skulle tjäna cirka hälften av lägenheterna. Idag upplevs hela området, tack vare sin varierade och genomtänkta växtlighet, som lummigt och intimt, vilket står i fin kontrast mot det strama formspråket byggnaderna uppvisar.

### Historiska bilder

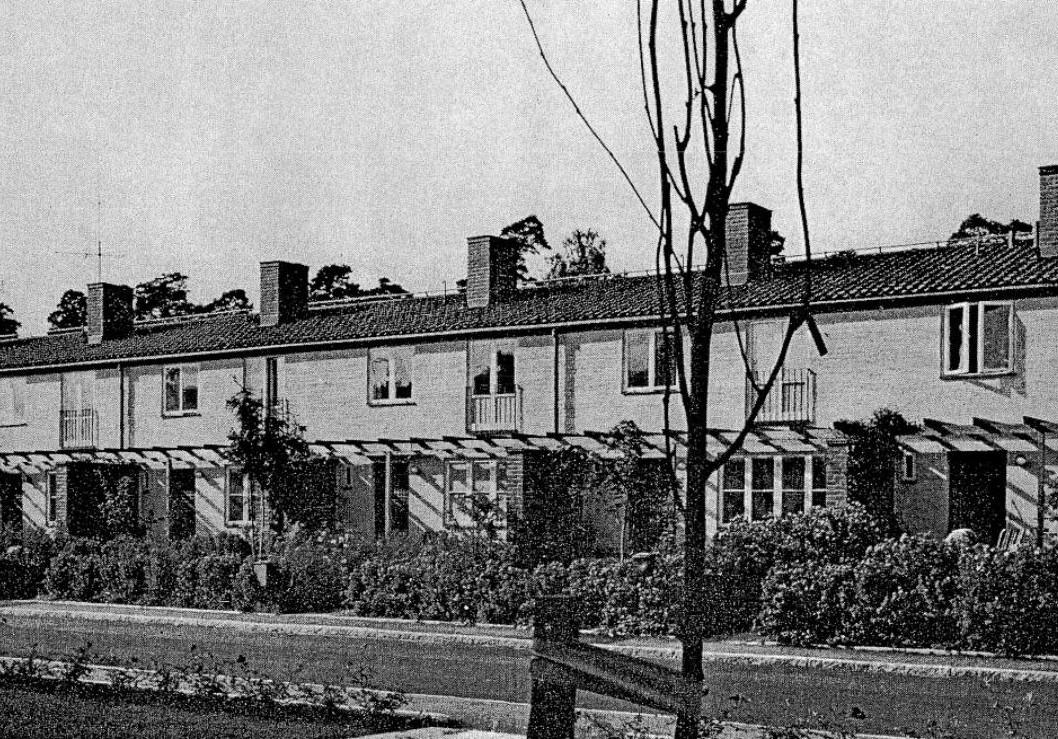
Hus typ C vid Stenbacksstigen.
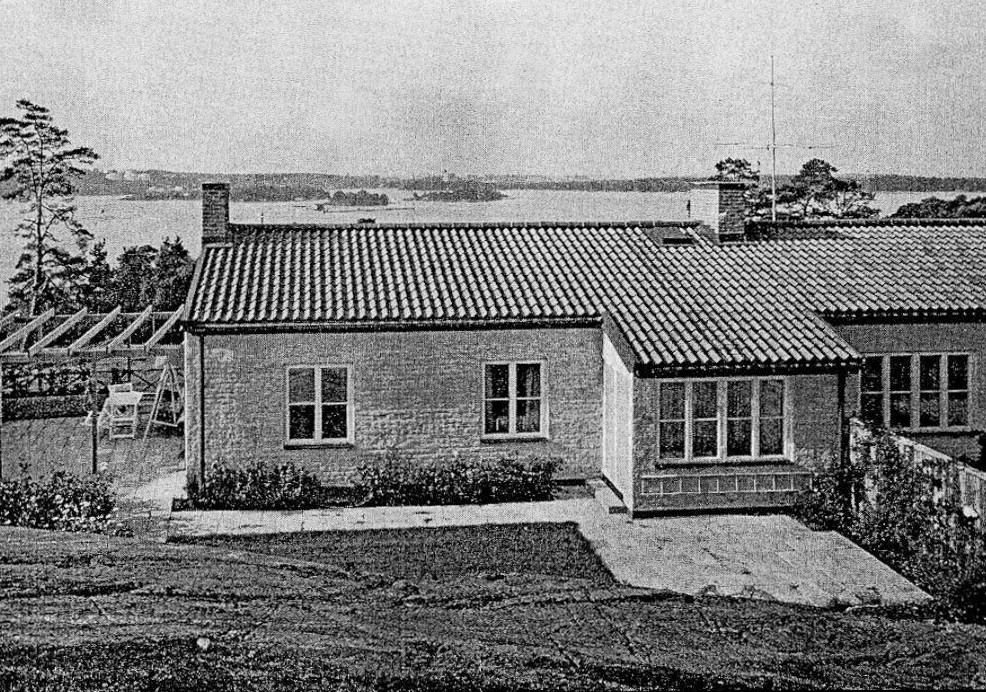
Hus typ B vid Utsiktsvägen.
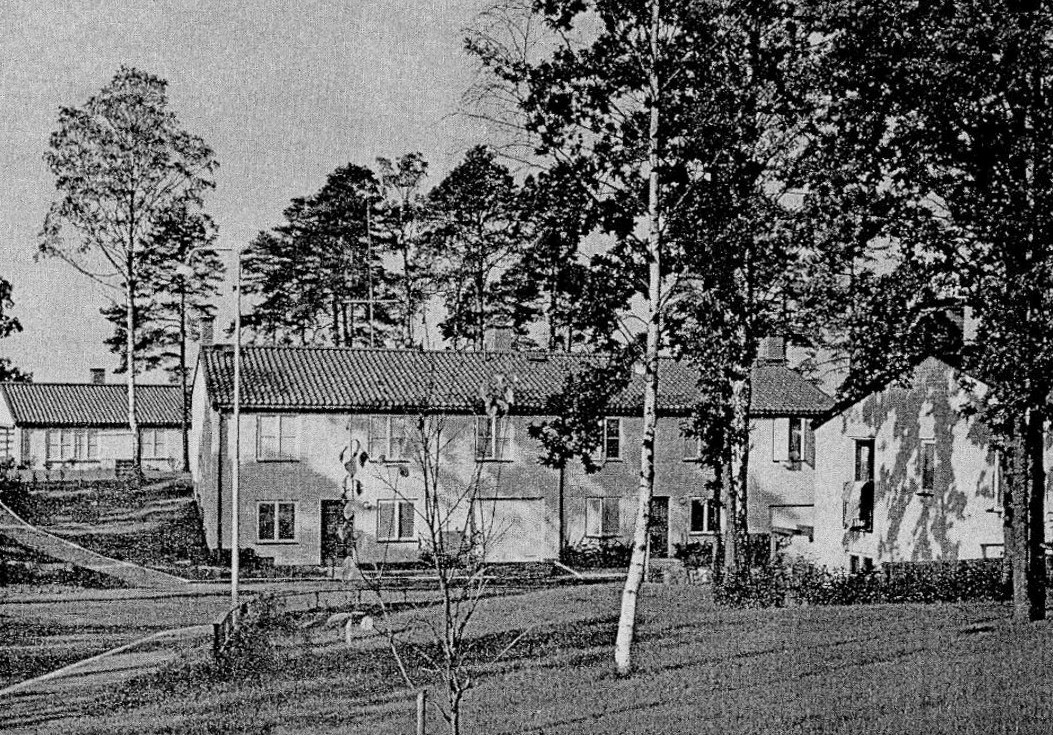
Hus typ B, D och E.
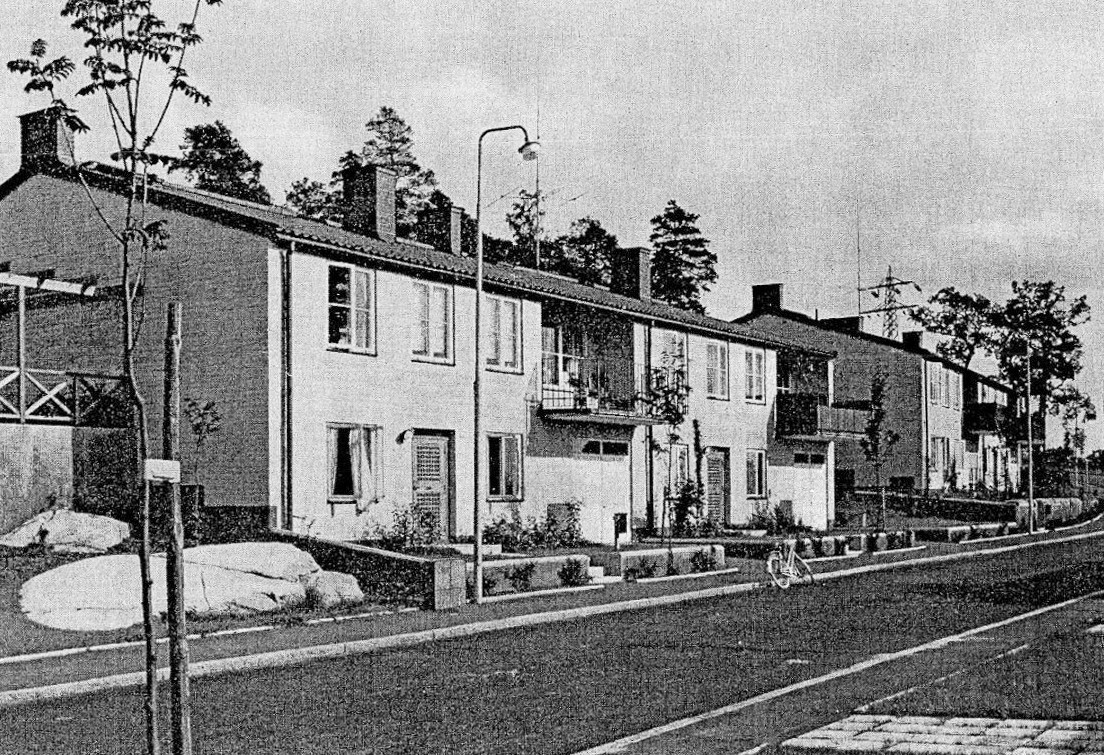
Hus typ B vid Utsiktsvägen.

### Byggnadsbeskrivning

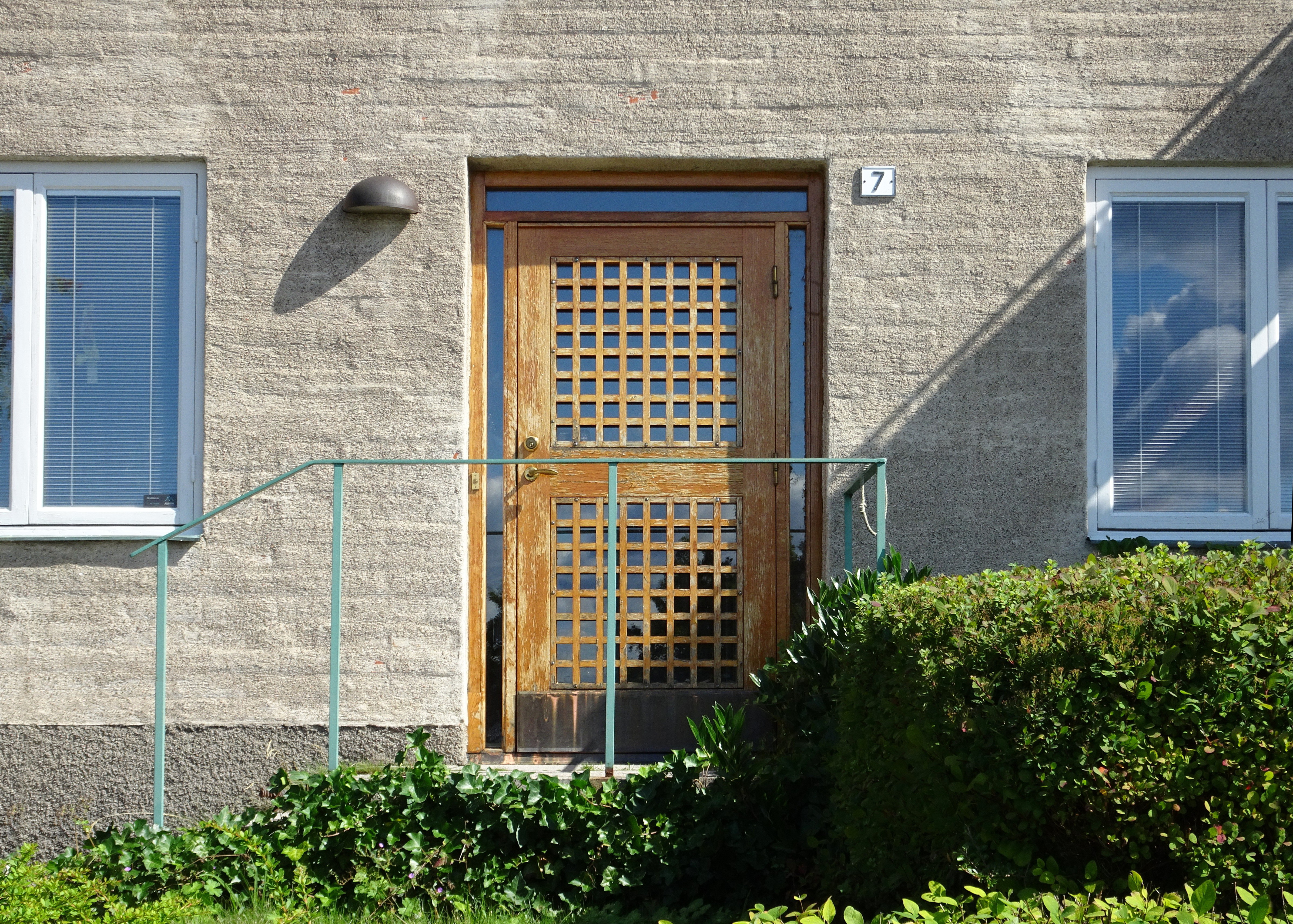
Ytterdörr, Utsiktsvägen 7.

Typ A avser de sex fristående villorna vid Utsiktsvägens sydvästra sida som lättades upp genom gårdar och öppningar mellan husen. Längs med Utsiktsvägens nordöstra sida sträcker sig radhus av typ B som är högt placerade så att man från övre våningen fick fri utsikt över villornas tak. Typ A blev den största bostaden med vardagsrum, separat matrum, tre sovrum, ett lekrum, förråd, tvättstuga och bastu samt friliggande garage. Hus typ B ligger i sluttning och fick ett stort vardagsrum, separat matrum, fyra sovrum, ett hobbyrum, tvättstuga och garage i källarvåningen. Typ C är den minsta storleken som utformades kompakt i två våningar samt källare med totalt fem rum och ett allrum. Samtliga vardagsrum utrustades med en öppen spis.
Husens interiörer utformades av Tesch, exempelvis var köksinredningen individuellt tillverkat för varje hus. Speciella är också ytterdörrarna i ljuslackad ek med små kvadratiska fönsteröppningar. Ytterbelysningen vid sidan av dörrarna kom från danska Louis Poulsen och det exklusiva enkupiga takteglet hämtades från Veberöds nya tegelbruk i Skåne. Alla plåtarbeten utfördes med kopparplåt.  
Radhusen var påkostade och blev dyra att bygga. Det skulle dröja cirka tio år innan allt var färdigt. De första 46 radhusenheterna och två villor uppfördes 1961–1962. De byggdes med ytterväggar av två ½-stens skånskt murtegel med mellanliggande isoleringsmatta. Ytan slammades i grårosa genomfärgat putsbruk. De sist tillkomna husen på Utsiktsvägen stod färdiga 1973 och fick fasader i mexitegel och avviker också i andra detaljer från Teschs ritningar. 
Områdets radhus och villor såldes av Mattsson med äganderätt där varje hus är en egen fastighet. I början av 1960-talet fick man ge 192 000 kronor (med 50 000 kronor kontantinsats) för en radhusenhet (hus typ B) med adress Däldvägen 7. Villan vid Utsiktsvägen 2 (hus typ A) skulle Tesch ha till sig själv och sin familj, men han flyttade inte hit. År 2019 såldes ett radhus på Utsiktsvägen 19 (hus typ B) för 11 200 000 kronor.

### Nutida bilder

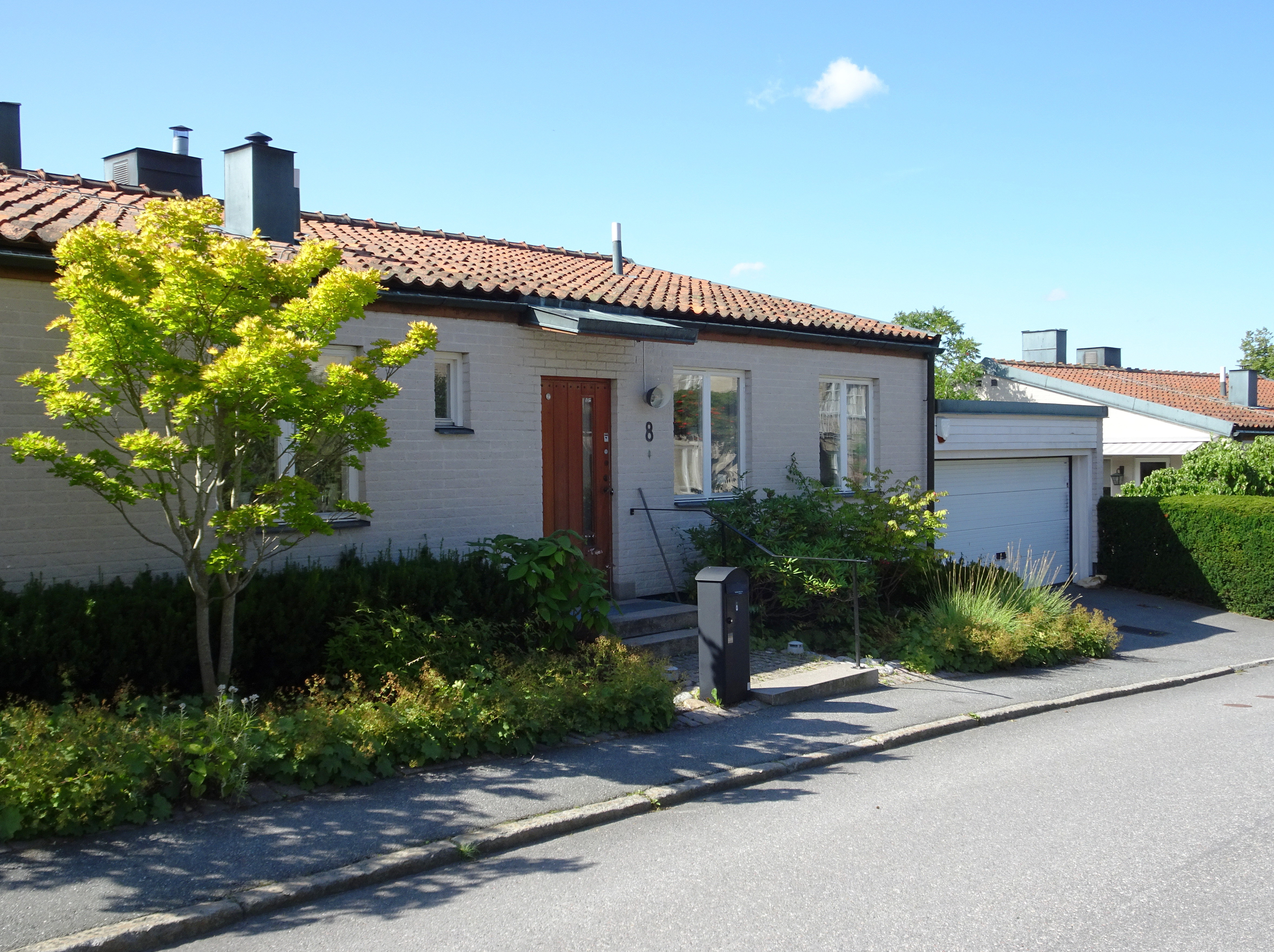
Hus typ A, Utsiktsvägen 8.
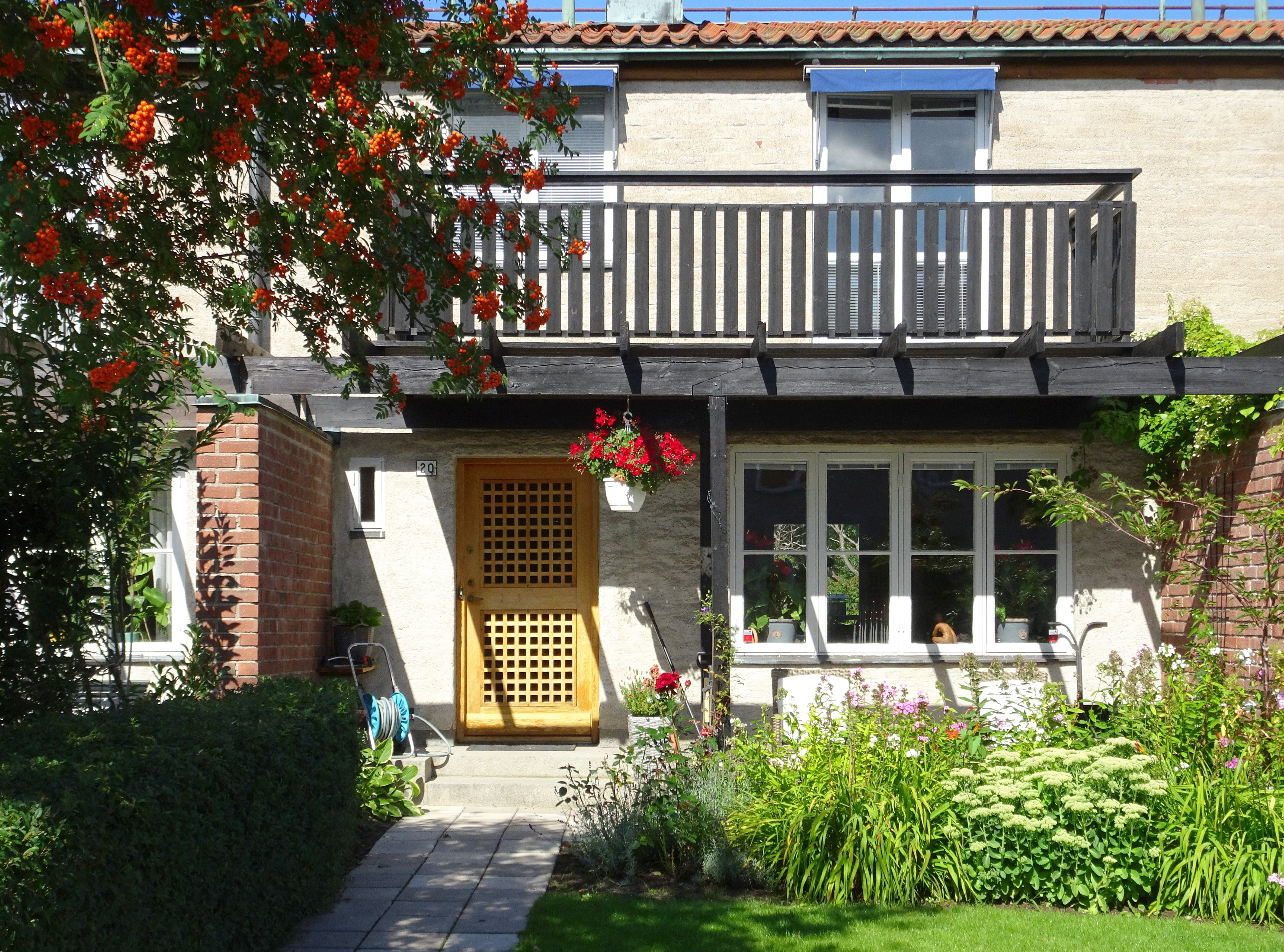
Hus typ C, Däldvägen 20.
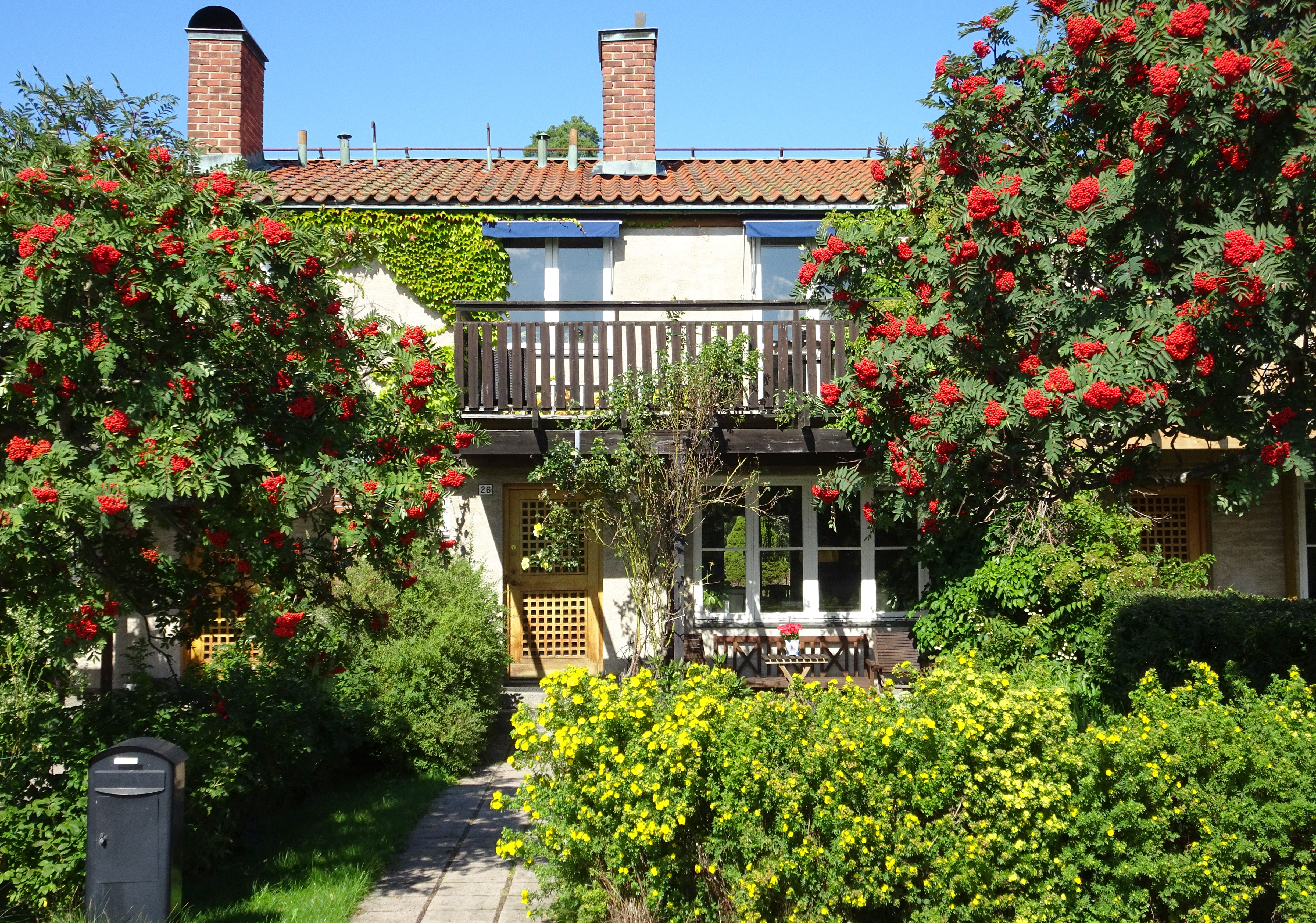
Hus typ C, Däldvägen 24.
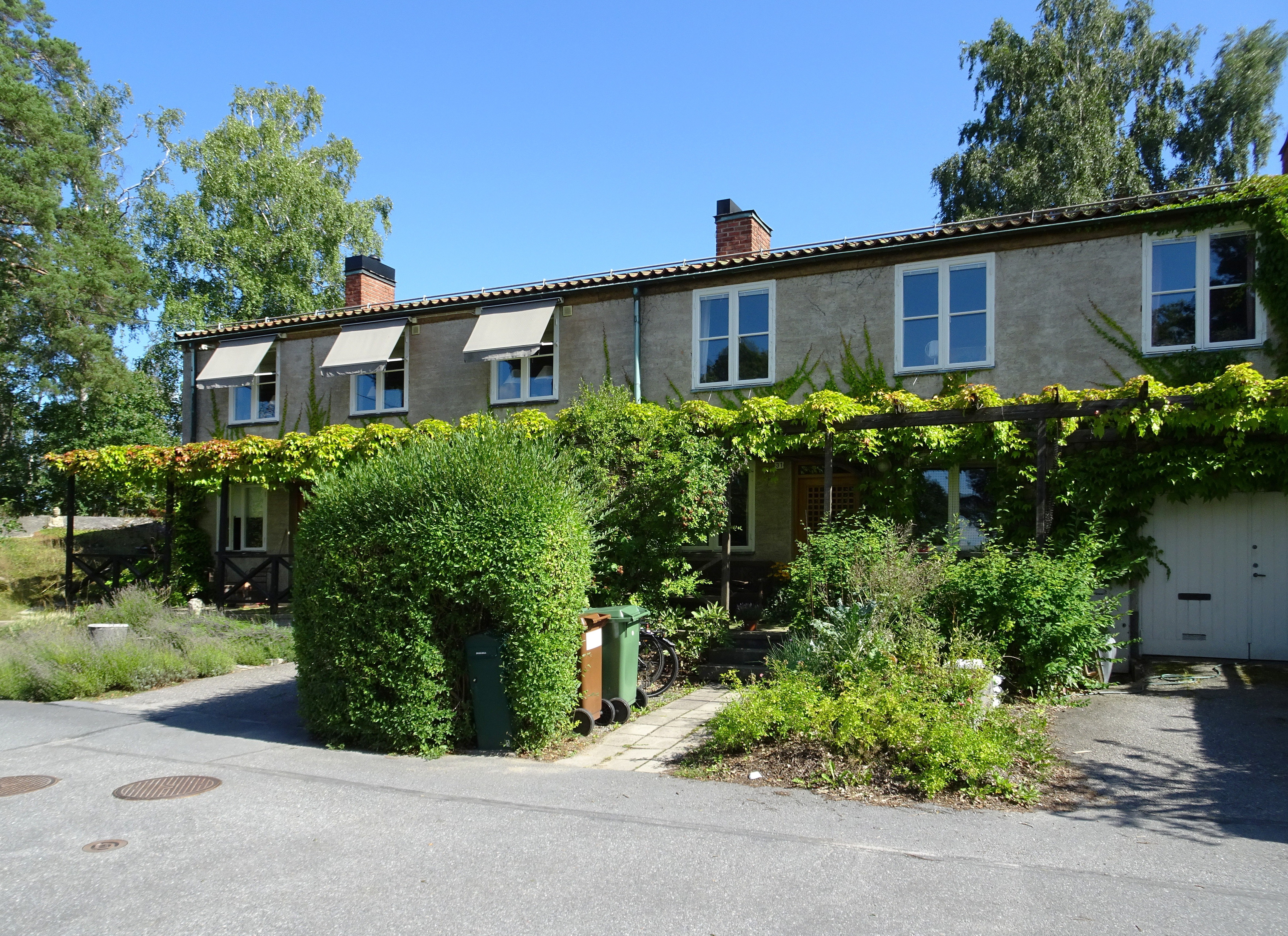
Hus typ E, Stenbacksstigen 29.

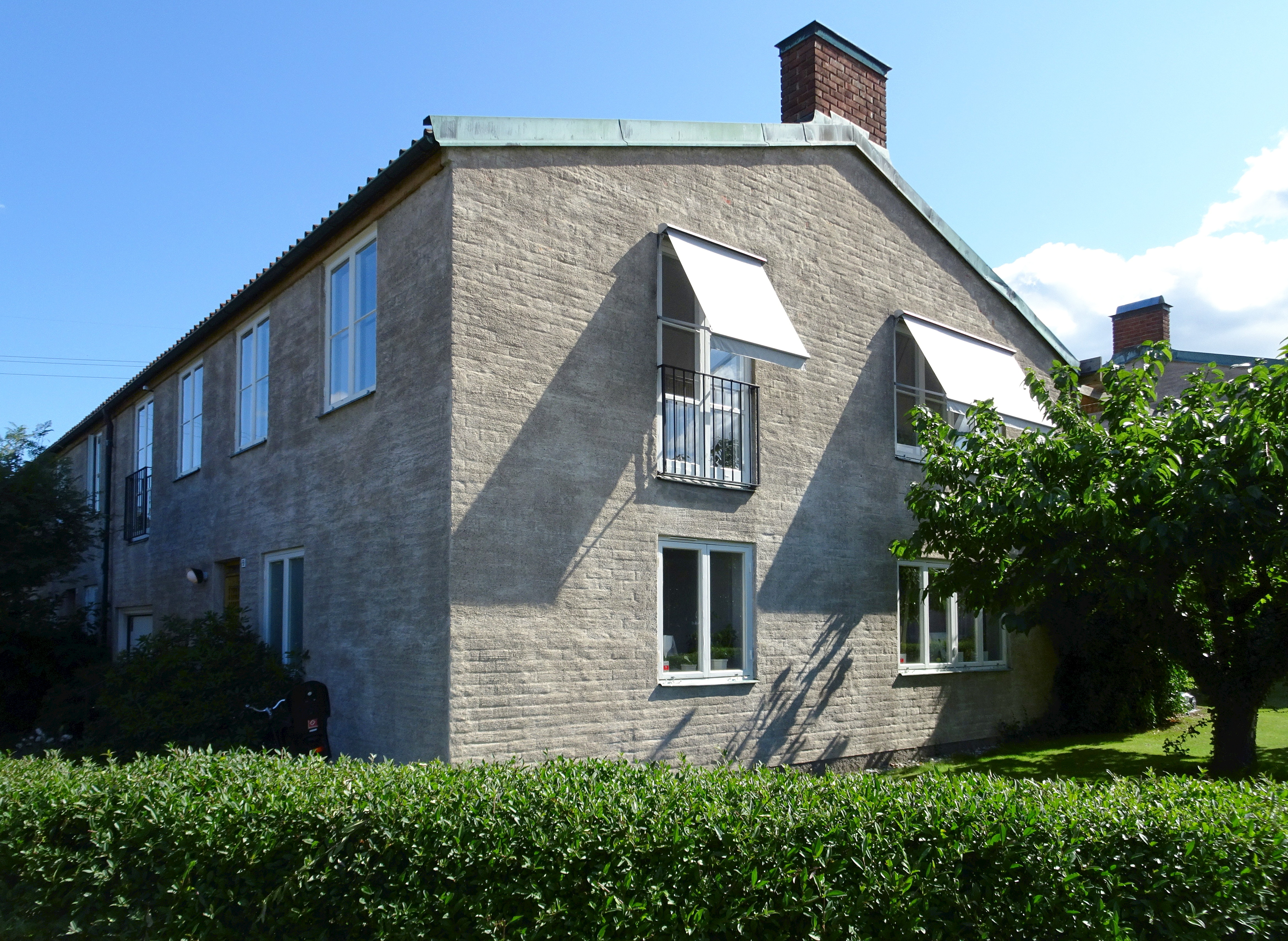
Hus typ B, Däldvägen 9.
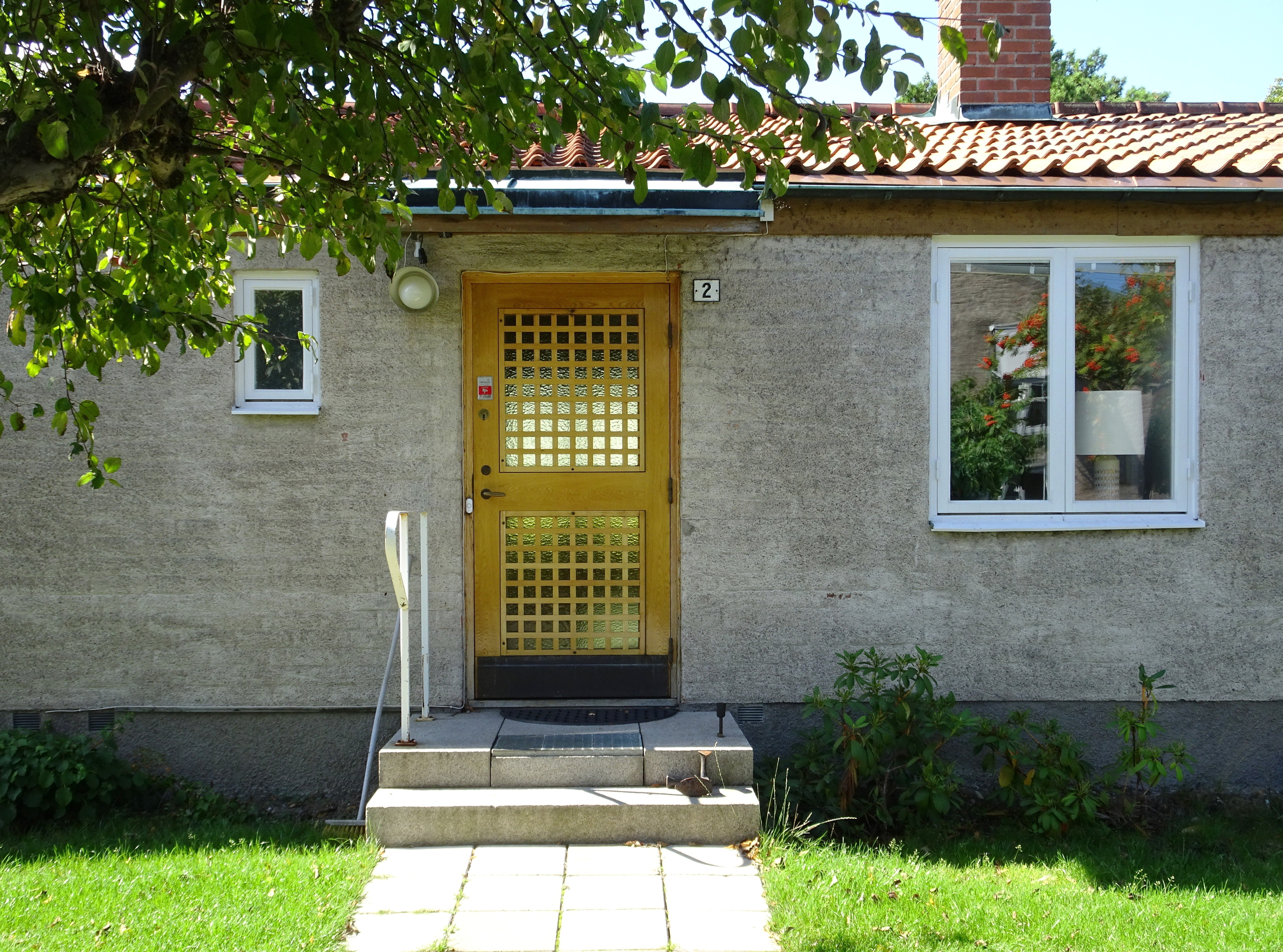
Hus typ A, Utsiktsvägen 2.
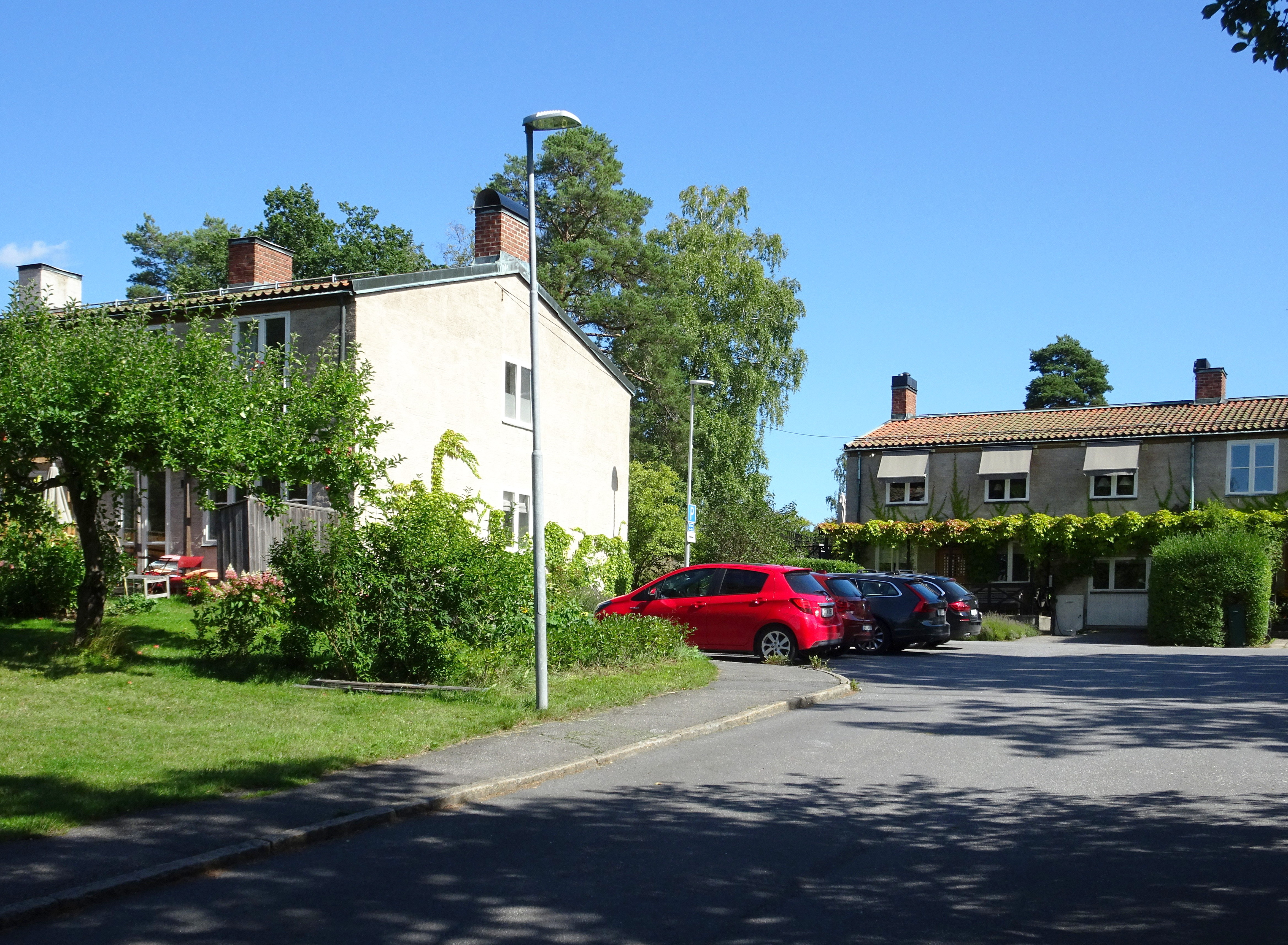
Hus typ C och E, Stenbacksstigen.
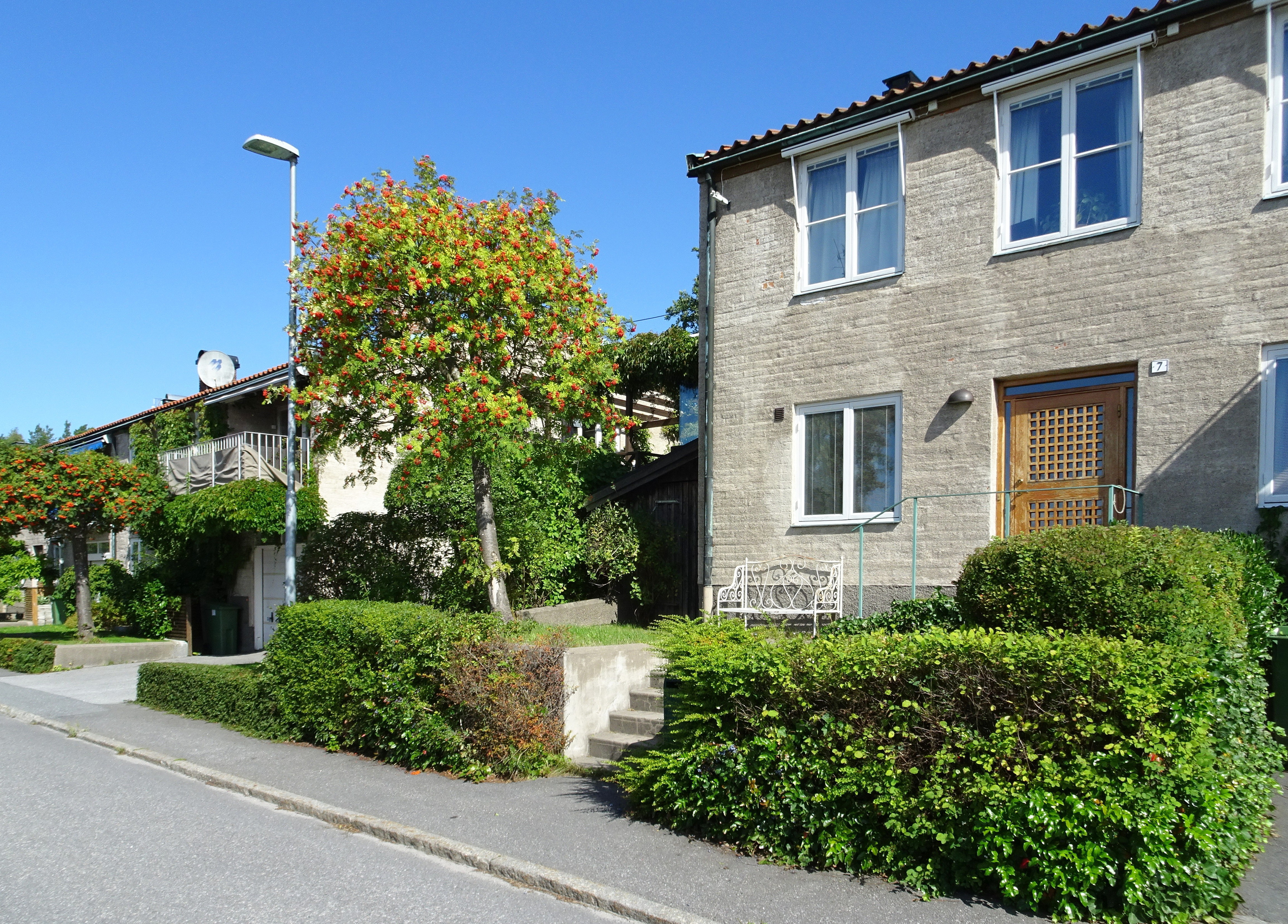
Hus typ B, Utsiktsvägen 7.